# Chiopris-Viscone
Chiopris-Viscone (furlanisch Cjopris e Viscon) ist eine Gemeinde in der Region Friaul-Julisch Venetien in Friaul, Italien mit 703 Einwohnern (Stand 31. Dezember 2023).
Die Nachbargemeinden sind Cormòns, Medea, San Giovanni al Natisone, San Vito al Torre und Trivignano Udinese.